# أردكان (إيران)
أردكان (بالفارسية: اردکان) هي مدينة تقع في إيران في البلدة المركزية. يقدر عدد سكانها بـ 16,212 نسمة .

## أعلام
- سيبويه
- عبد الله بن عمر البيضاوي
- محمد خاتمي